# Оториноларингология

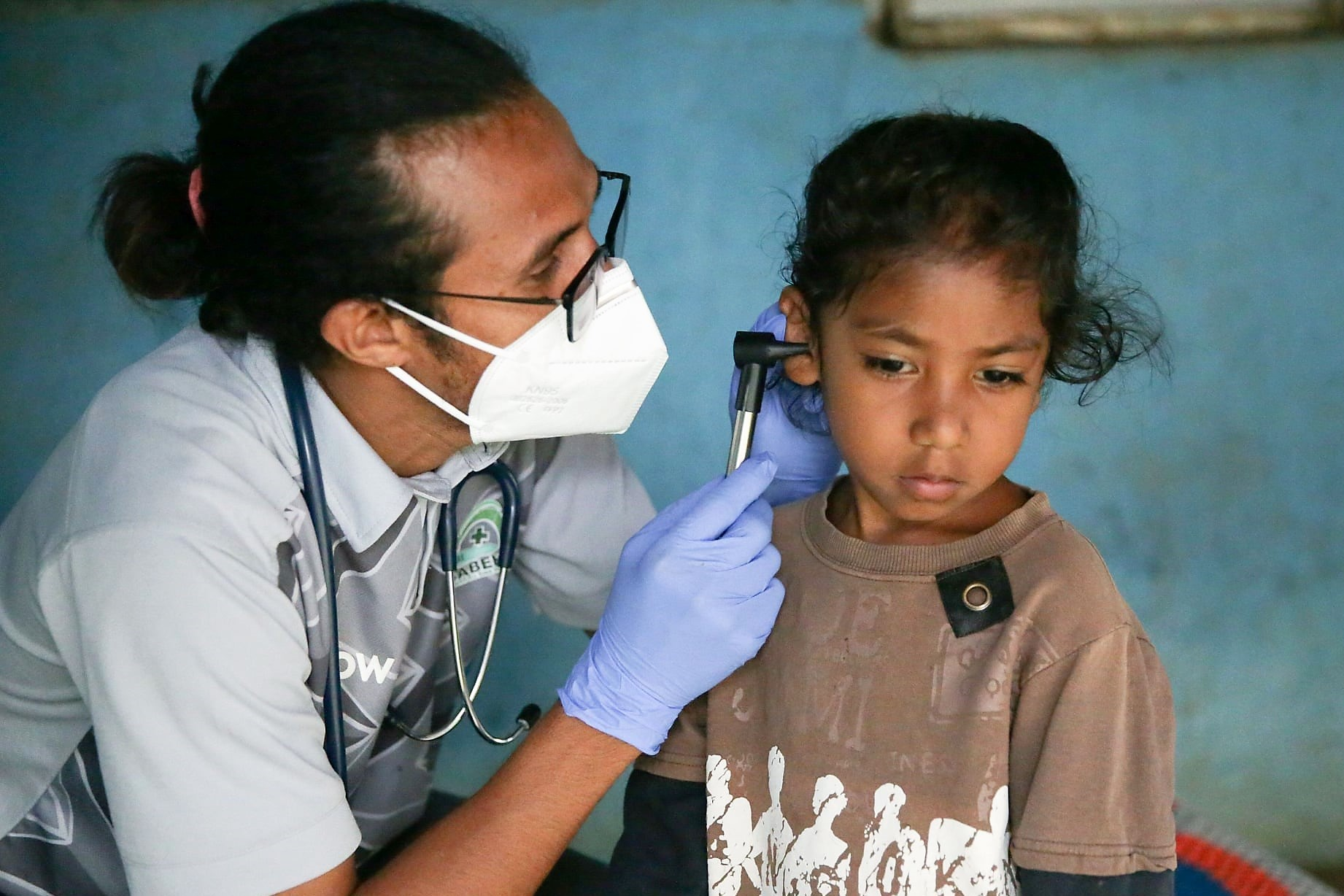
Врач-оториноларинголог осматривает ухо ребёнка

Оториноларинголо́гия (также часто отоларинголо́гия) (др.-греч., οὖς (ухо) + ῥινός (нос) + λάρυγξ (гортань) + λόγος (слово, мысль)) — раздел медицины и медицинская специальность, которая специализируется на диагностике и лечении патологий уха, горла, носа, а также головы и шеи.
Оториноларинго́лог, или лор-врач (от ларингооторинология), или в обиходе «ухо-горло-нос» — практикующий врач данной специальности.

## История
Первые упоминания о строении, функции и заболеваниях уха и верхних дыхательных путей имеются в трудах Гиппократа, А. Цельса. В XIV веке сравнительно подробные сведения приводит Ги де Шолиак (Guy de Chauliac). Трудами этих учёных пользовались врачи на протяжении многих столетий.
Выделение оториноларингологии в самостоятельную дисциплину началось с середины XIX века. Основанием для объединения явилось анатомо-топографическое единство этих органов, их физиологическая и функциональная взаимосвязь.
В развитие оториноларингологии в России большую роль сыграли основоположники крупнейших терапевтических школ С. П. Боткин и Г. А. Захарьин. Крупным событием было создание в Москве специальной клиники по болезням уха, носа и горла (1896) под руководством известного оториноларинголога С. Ф. Штейна.

## Этимология
Термин otorhinolaryngologia составлен в медицинской латыни из словообразовательных единиц древнегреческого языка: οὖς (род. п. ὠτός) «ухо», ῥίς (род. п. ῥινός) «нос», λάρυγξ (род. п. λάρυγγος) «гортань/горло» и -λογία «наука». Дословно термин означает «наука уха, носа и горла».